# Rhabdophis nuchalis
Rhabdophis nuchalis е вид змия от семейство Смокообразни (Colubridae). Видът не е застрашен от изчезване.

## Разпространение и местообитание
Разпространен е във Виетнам и Китай (Гансу, Гуанси, Гуейджоу, Съчуан, Тибет, Хубей, Хънан, Шънси и Юннан).
Обитава гористи местности и храсталаци.

## Описание
Популацията на вида е стабилна.